# Ziyad Tariq
Ziyad Tariq (Irak; 2 de agosto de 1977) es un exfutbolista de Irak que jugaba en la posición de defensa.

## Carrera

### Club
| Periodo   | Club              |
| --------- | ----------------- |
| 1993–1996 | Al-Quwa Al-Jawiya |
| 1996–1997 | Al-Karkh SC       |
| 1997–2000 | Al-Shorta SC      |
| 2000–2003 | Al-Zawraa         |
| 2003–2006 | Al-Karkh SC       |

### Selección nacional
Jugó para Irak en 12 ocasiones de 1999 a 2002 y anotó un gol; participó en la Copa Asiática 2000.

## Logros
- Liga Premier de Irak (2): 1997-98, 2000-01
- Supercopa de Irak (1): 2000
- Copa Elite Iraquí (4): 1994, 1996, 2000, 2003